# Клеопатра (аніме)
Клеопатра (яп. クレオパトラ, Kureopatora), також відоме під назвою Cleopatra: Queen of Sex («Клеопатра, королева сексу») — японське аніме, фільм-фентезі для дорослих 1970 року режисерів Осаму Тедзука та Ейічі Ямамото. Фільм є другою частиною трилогії анімаційних фільмів для дорослих студії Mushi Production, яка вийшла після Senya Ichiya Monogatari (1969) і передувала Kanashimi no Belladonna (1973).
Фільм був критичним і комерційним провалом. Манга-адаптація фільму, також від Тедзуки та Хісаші Сакагучі, була випущена пізніше того ж року, у жовтні, ексклюзивно на COM, і була перевидана наприкінці 2018 року 

## Сюжет
У далекому майбутньому троє людей — Джіро, Харві та Мері — дізнаються, що інопланетна раса на ім’я Пасателі має намір підкорити людство за допомогою таємничого «плану Клеопатри». Використовуючи машину часу, вони переносять свій розум в тіла членів двору історичної Клеопатри, щоб розкрити і зупинити план. Харві, однак, клянеться використати цю можливість, щоб забезпечити собі титул найбільшого коханця, який коли-небудь жив, зайнявшись сексом з Клеопатрою.
У середині римського завоювання Єгипту група єгиптян таємно планує повстання, щоб повалити Юлія Цезаря. Група планує послати Клеопатру, щоб спокусити і вбити Цезаря. Римляни виявляють групу і нападають на них. Клеопатрі вдається втекти разом зі своїми служницями Лівією та Аполлодорією. Клеопатра йде до древньої жриці, яка магічним чином дарує їй непереборно спокусливе тіло для її місії.
Саме в цей момент прибувають Джіро, Харві та Мері: Мері тепер у Лівії; Харві опиняється в тілі домашнього улюбленця жриці леопарда Рупи, що перешкоджає його планам спокусити Клеопатру; а Джіро опиняється в тілі Іоніуса, грека, захопленого в полон і поневоленого римлянами. Іоній звільняє себе та інших рабів, використовуючи свої знання про технології майбутнього для виготовлення сучасних ручних гранат. Вони супроводжують Клеопатру на зустріч з Цезарем, який настільки вражений її красою, що робить її царицею Єгипту. Цезар захоплює Іонія і, захоплений його бойовими навичками, наказує йому битися на гладіаторській арені. Для забезпечення перемоги він дарує Іонію сучасну зброю. Іоній виявляється настільки популярним серед римської публіки, що популярність самого Цезаря злітає до небес, що спонукає його сенаторів до змови з метою вбити і його, і Іонія, щоб покласти край їхньому впливу.
Лівія і Аполлодора наполягають на тому, що Клеопатра повинна вбити Цезаря; Клеопатра, однак, змінила своє рішення і продовжує відкладати вбивство на користь сексу. Вони супроводжують Цезаря назад до Риму, якраз в той час, коли його вбивають власні сенатори. Прийомний син Цезаря, Октавіан, якого незабаром назвали Августом, приймає командування. Клеопатра намагається продовжити план, спокушаючи Октавіана, але дізнається, що він гомосексуал і не піддається її чарам. Права рука Цезаря, Марк Антоній або Антоній, закохується і займається сексом з Клеопатрою. З іншого боку, Октавіан захоплюється Іонієм і рятує йому життя.
Нарешті, під час битви при Акції, де флот Октавіана перемагає єгипетський флот Антонія, Антоній вбиває себе. Октавіан відправляється до Клеопатри, намагаючись переконати її здатися, і потрапляє під варту до римлян. Розчарована відмовою після смерті Антонія, Клеопатра накладає на себе руки, скориставшись отруйним укусом оси.
Мандрівники в часі повертаються в майбутнє і повідомляють, що план "Клеопатра" - це задум пасателіїв прийняти форму красивих людських жінок, щоб спокусити і знищити наймогутніших лідерів-чоловіків Землі. Пасателі вже прийняли свої людські форми і готові завдати удару, коли надійде ця інформація, але Земля здатна вчасно їх викорінити і врятувати світ.

## Акторський склад
- Чінацу Накаяма — Клеопатра
- Хаджіме Хана — Юлій Цезар
- Осамі Набе — Марк Антоній
- Джіцуко Йосімура — Мері/Лівія
- Цубаме Янагія — Харві/Рупа
- Нобуо Цукамото — Джіро/Іоній
- Кадзуко Імаї — Кальпурнія
- Сусуму Абе — Кабагоніс
- Начі Нозава — Октавіан
- Котое Хацуї в ролі Аполлодорії
- Йосіро Като — вождь Тарабаха

## Випуск
У 1972 році компанія Mushi Productions, яка створила фільм, прийняла угоду з Xanadu Productions Inc., невеликим дистриб’ютором , щоб випустити версію фільму з субтитрами в Сполучених Штатах, щоб спробувати врятуватися від банкрутства. Коли він вийшов у Сполучених Штатах, Ксанаду змінив назву на «Клеопатра: Королева сексу» та випустив його з власним рейтингом X
24 квітня 1972 року, граючи в театрі «Bijou» та, ймовірно, в інших театрах.  Його рекламували як перший анімаційний фільм із рейтингом X у Сполучених Штатах. Однак 18 квітня 1972 року Пригоди кота Фріца отримали свій рейтинг X від MPAA раніше. 
Фільм не був добре сприйнятий американською аудиторією і не мав успіху в прокаті через неправдиву рекламу, яка стверджувала, що це "порнографічний" фільм, що змусило людей, які подивилися фільм, вимагати повернення коштів. Він не мав успіху і в рідній Японії.
Критики неоднозначно відгукуються. Говард Томпсон з The New York Times сказав, що в основному це був фільм, у якому "здебільшого хтиво намальована Клеопатра та зграя милашок, які бігають навколо оголених грудей", але похвалив "розкішний фон", а також деякі образи та колір. Variety назвав фільм «частково другосортним», з «акцентом на вульгарній низькій комедії », але похвалив його за «хорошу анімацію та колір». 
Фільм "Клеопатра" не був представлений на розгляд MPAA, і, можливо, не отримав би Х-рейтингу, якби був представлений. 
У рідній країні він був випущений на VHS, VHD,  Laserdisc,  і DVD (у комплекті з Senya Ichiya Monogatari та Kanashimi no Belladonna або окремо) протягом наступних років. Third Window Films випустила фільм у комплекті з Senya Ichiya Monogatari вперше на Blu-ray і на DVD 18 червня 2018 року для регіону 2 .  Discotek Media випустила фільм на Blu-ray для регіону 1 27 жовтня 2020 року  .

## Дивіться також
- Список аніме Осаму Тедзуки